# هانی الناهض
هانی الناهض (انگلیسی: Hani Al-Nahedh؛ زادهٔ ۳ اوت ۱۹۸۷) یک ورزشکار اهل عربستان سعودی است.
از باشگاه‌هایی که در آن بازی کرده‌است می‌توان به باشگاه فوتبال الاتحاد، و باشگاه فوتبال الاتحاد، و باشگاه فوتبال الفیصلی عربستان سعودی اشاره کرد.